# Тезі (Каспський муніципалітет)
Тезі (груз. თეზი) — село в Грузії.
За даними перепису населення 2014 року в селі проживає 738 осіб.